# ناحية سروجك

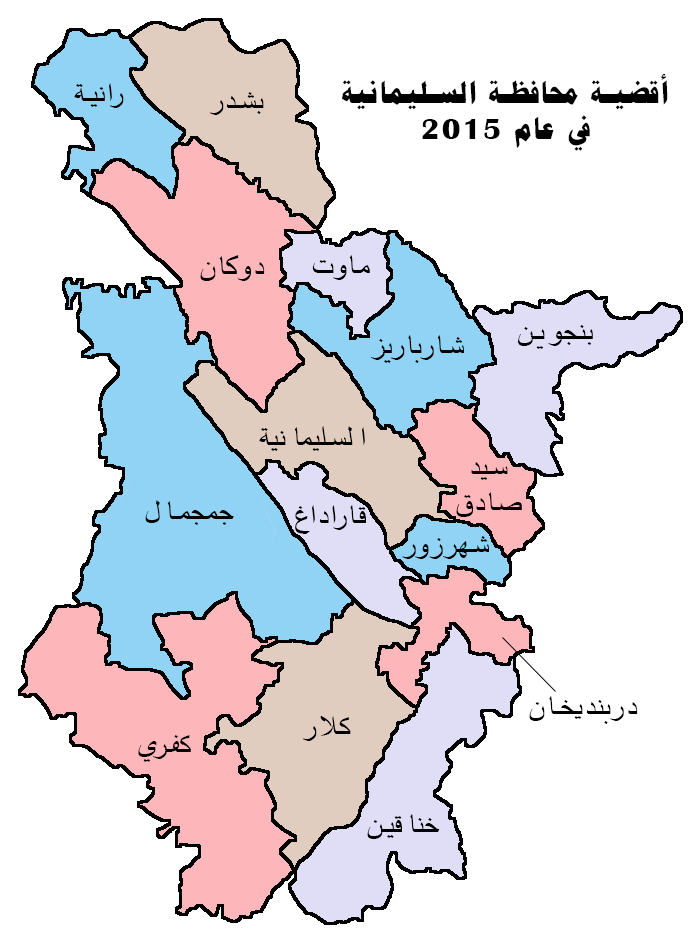
أقضية محافظة السليمانية

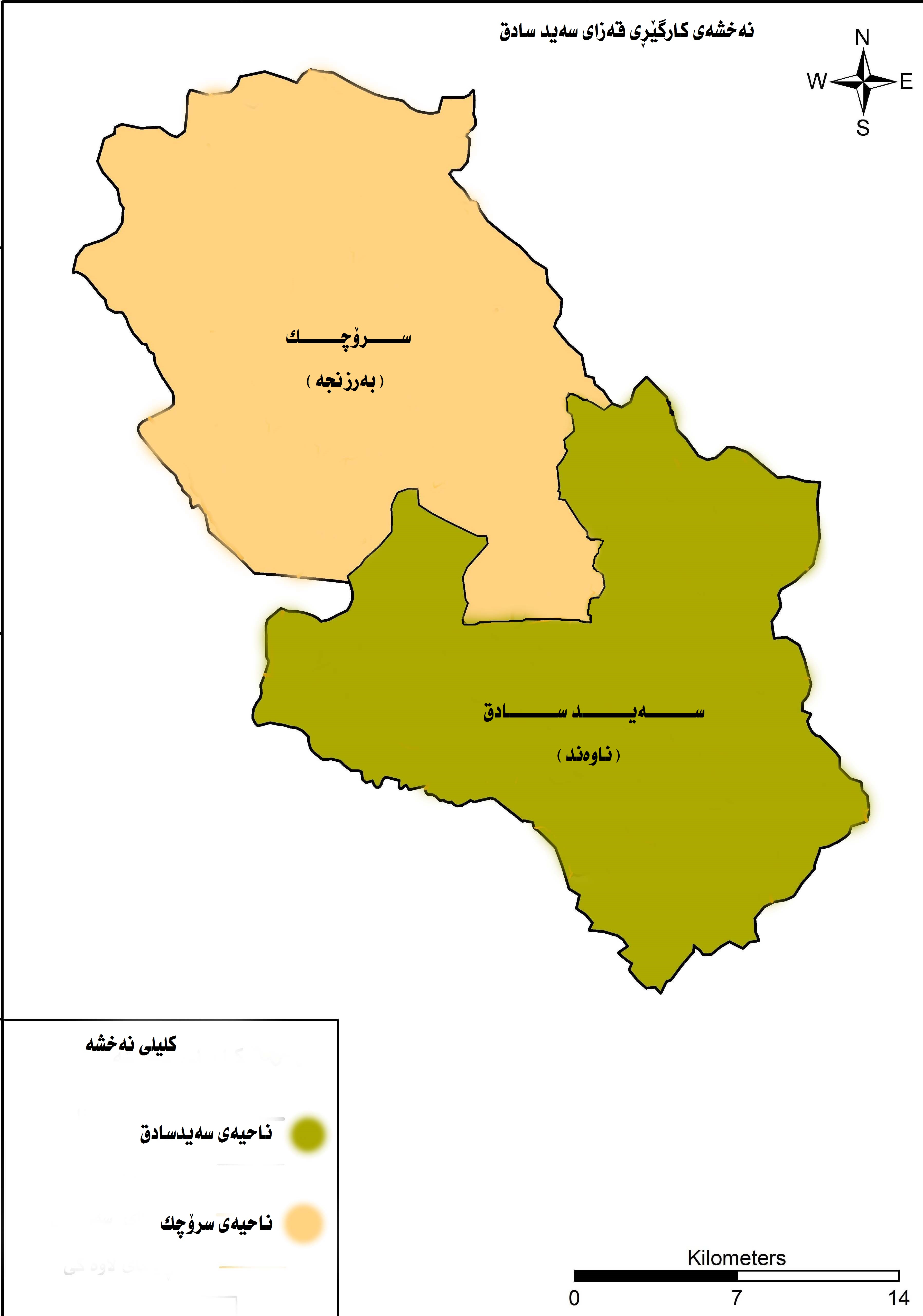
ينقسم قضآد سيد صادق إلى ناحية سيد صادق (المركز) وناحية سروجك

ناحية سروجك (بالكردية: ناحیەی سرۆچک)‏ أو ناحية برزنجة (بالكردية: ناحیەی بەرزنجە)‏ هي ناحية تتبع قضاء سيد صادق في محافظة السليمانية شمال العراق.
وقضاء سيد صادق ضمن محافظة حلبجة حسب تقسم إقليم كردستان.

## قرى ناحية سروجك
تعد مدينة برزنجة مركزا للناحية، ويتبعها 35 قرية:
- أشكوتان (بالكردية: ئەشکەوتان)‏
- باراو (بالكردية: باراو)‏
- باساك (بالكردية: باساک)‏
- بردبرد (بالكردية: بەردبەرد)‏
- بردرش (بالكردية: بەردەڕەش)‏
- برقلا (بالكردية: بەرقەڵا)‏
- بيوك (بالكردية: بیوەک)‏
- برخ (بالكردية: پەرخ)‏
- جناري شيخ طه (بالكردية: چنارەی شێخ تەھا)‏
- حاج مامند (بالكردية: حاجی مامەند)‏
- داربروله (بالكردية: داربەڕولە)‏
- درتت (بالكردية: دەرەتەت)‏
- ديكوير (بالكردية: دێکوێر)‏
- زلزله (بالكردية: زڵزڵە)‏
- زيندانه (بالكردية: زیندانە)‏
- سليمانه (بالكردية: سڵێمانە)‏
- سيانزار (بالكردية: سیانزار)‏
- شاري كون (بالكردية: شاری کۆن)‏
- شوكي (بالكردية: شوکێ)‏
- قويله (بالكردية: قەویلە)‏
- كازاو (بالكردية: کاژاو)‏
- كاني دركه (بالكردية: کانی دڕکە)‏ أو كاني كول (بالكردية: کانی گوڵ)‏
- كوترمر (بالكردية: کۆترمەڕ)‏
- كرمدره (بالكردية: گەرمەدەرە)‏
- كويزكوير (بالكردية: گوێزەکوێر)‏
- كيلدره (بالكردية: گێڵدەرە)‏
- لك لك (بالكردية: لەک لەک)‏
- ماياوا (بالكردية: مایاوا)‏
- مايندول (بالكردية: مایندۆڵ)‏
- مورياس (بالكردية: مۆریاس)‏
- ميرمام (بالكردية: میرمام)‏
- هناره (بالكردية: ھەنارە)‏
- هنارو (بالكردية: ھەنارو)‏
- هوزخواجه (بالكردية: ھۆزخواجە)‏
- وندرينه (بالكردية: وەندەرێنە)‏